# Snowvolleyball

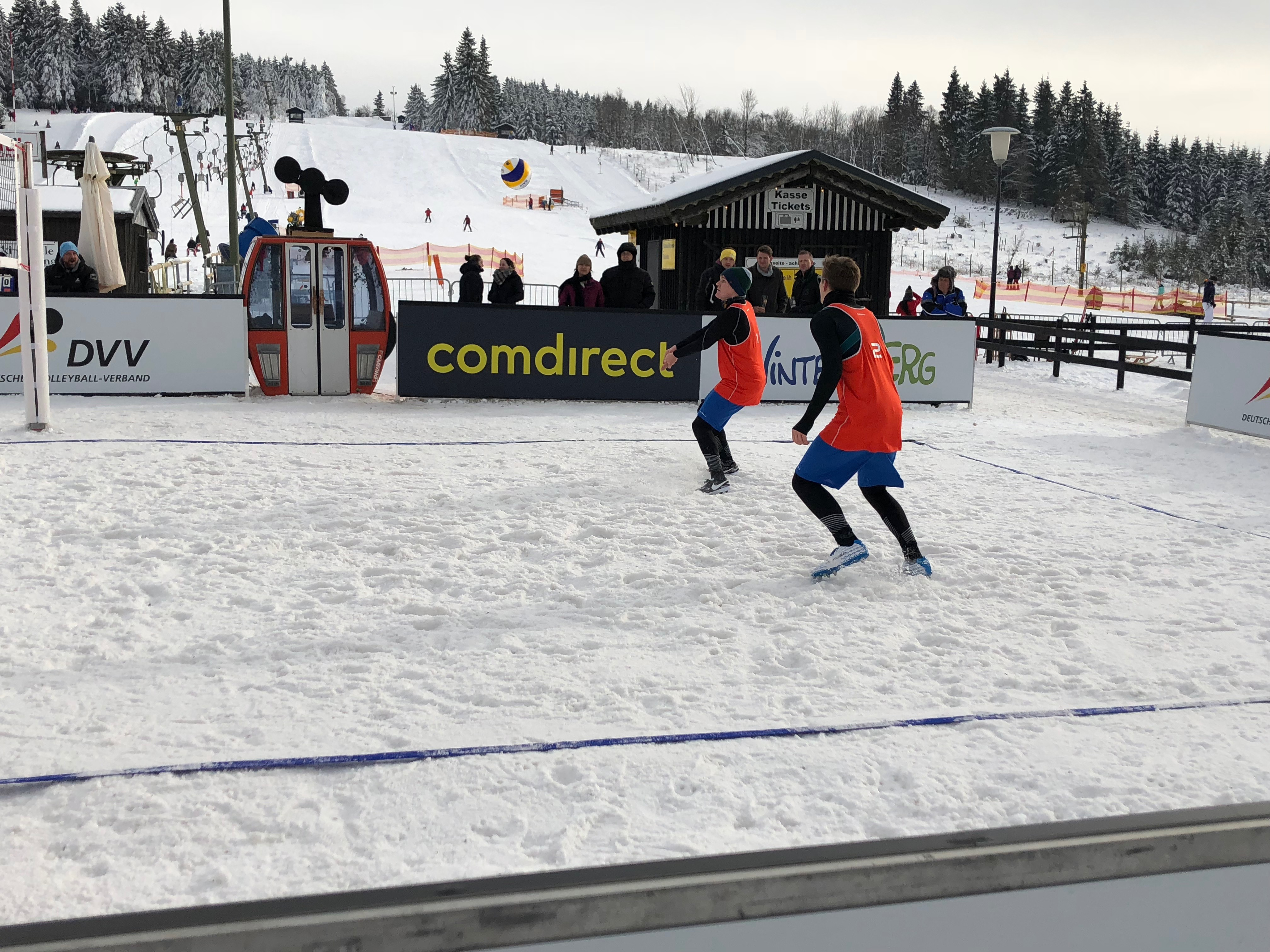
Spieler beim Snowvolleyball

Snowvolleyball (auch Snow-Volleyball oder Snow Volleyball, dt. Schneevolleyball) ist eine Wintersportart, die von zwei Mannschaften zu je drei Spielern auf einem Schneeplatz gespielt wird, der durch ein Netz geteilt wird. Das Ziel jeder Mannschaft besteht darin, Punkte zu erzielen, indem sie einen Ball über das Netz spielt, um ihn auf dem Spielfeld des Gegners zu landen und die gleiche Anstrengung des Gegners zu verhindern. Ein Team darf bis zu drei Berührungen ausführen, um den Ball über das Netz zu spielen, und einzelne Spieler dürfen den Ball nicht zweimal hintereinander berühren.
Der Sport entstand in Österreich als Variante des Beachvolleyball. Die Fédération Internationale de Volleyball (FIVB) ist der internationale Sportverband.

## Geschichte
Das Konzept des Snowvolleyballs wird Martin Kaswurm zugeschrieben, der vor seinem Restaurant in Österreich ein Spielfeld eingerichtet hatte. Snow-Volleyball gewann 2008 erstmals in Wagrain, Österreich, an Popularität. Der Salzburger Eventmanager Martin Kaswurm entwickelte diese Variante und veranstaltete 2009 in Wagrain das erste Turnier. Snow Volleyball wurde 2011 vom österreichischen Volleyballverband als offizielle Sportart anerkannt. Die Confédération Européenne de Volleyball (CEV) hat die Sportart im Oktober 2015 offiziell hinzugefügt und die erste europäische Snow Volleyball Tour 2016 organisiert. 2012 fand die erste Turnierserie mit Turnieren in Wagrain, St. Anton und in Spitzingsee statt. 2013 fanden Turniere in Österreich, Deutschland, der Schweiz und Italien statt; erstmals waren auch weibliche Teams dabei. 2015 wurde zusätzlich in Tschechien gespielt. Die ersten CEV European Snow Volleyball Championships fanden im März 2018 in Österreich statt. 2017 kündigte die FIVB ihre Pläne an, den Snow-Volleyball Teil des zukünftigen Olympischen Winterspielprogramms zu machen. Bei den Olympischen Winterspielen 2018 haben die FIVB und der CEV ehemalige Beachvolleyball-Olympiade rekrutiert, um an einer Demonstration des Sports im Austria House teilzunehmen.
Beim ersten Turnier der European-Tour-Saison 2018/19 wurden Mannschaften aus den USA, Brasilien und Kasachstan zum ersten Mal eingeladen.

## Regeln

### Spielfeld und Ausrüstung
Snowvolleyball wird auf einem rechteckigen Schneeplatz gespielt. Der Platz ist 16 m lang und 8 m breit, umgeben von einem Freiraum, der auf allen Seiten mindestens 2 m breit ist. Die Linien sind durch kontrastreiche Bänder markiert, die 5 cm breit sein sollen. Der Schnee sollte mindestens 30 cm tief sein und so weit wie möglich frei von möglichen Gefahren sein. Der Platz ist durch ein Netz in zwei Hälften unterteilt, das 8,0 bis 8,5 m lang und 1 m breit ist. Die Oberkante des Netzes liegt 2,43 m über dem Boden für Männer und 2,24 m  für Frauen. An jeder Seitenkante des Netzes ist eine Antenne mit einer Länge von 1,8 m und einem Durchmesser von 10 mm angebracht. Die Antennen gelten als Teil des Netzes und erstrecken sich 80 cm darüber, wobei sie die seitlichen Begrenzungen bilden, die der Ball nicht überschreiten darf.
Die FIVB-Bestimmungen schreiben vor, dass der Ball kugelförmig sein muss und aus flexiblem und wasserbeständigem Material bestehen muss, damit er für Außenbedingungen geeignet ist. Geeignete Materialien sind Leder oder Kunstleder oder Vergleichbares. Ein Snow-Volleyball hat einen Umfang von 66 bis 68 cm und ein Gewicht von 260 bis 280 g.
Die Spieler tragen geeignete Thermokleidung und Fußballschuhe mit Stollen.

### Teams
Ein Team besteht aus drei Startern und einem Ersatzspieler. Jedes Team darf bis zu zwei Auswechslungen pro Satz vornehmen. Coaching während des Spiels ist nicht erlaubt.

### Wertung
Ein Team erzielt einen Punkt, wenn der Ball auf dem Feld des gegnerischen Teams landet oder die gegnerische Mannschaft den Ball ins Aus schlägt oder das gegnerische Team einen Fehler begeht oder die gegnerische Mannschaft eine Strafe erhält. Das Team, das den Punkt gewonnen hat, hat den Aufschlag für den nächsten Punkt. Der Ball gilt als Aus, wenn er vollständig außerhalb der Begrenzungslinien auf dem Boden landet oder wenn er ein Objekt oder eine Person (die kein Spieler ist) außerhalb des Spielfelds berührt oder wenn er die Antennen des Netzes berührt oder wenn er nicht innerhalb der Antennen zurückgespielt wird oder wenn es mehr als drei Ballkontakte eines Teams gibt oder wenn er vollständig unter dem Netz durchgeht.
Ein Satz wird von der ersten Mannschaft gewonnen, die 15 Punkte mit einem Vorsprung von zwei Punkten erreicht. Ein Match wird von der Mannschaft gewonnen, die zwei Sätze gewinnt.

### Unterschied zum Beachvolleyball
Die Regeln des Snowvolleyballs sind ähnlich denen des Beachvolleyballs. Die Hauptunterschiede zwischen Snow- und Beachvolleyball sind neben der Spielfläche das Punktesystem und die Anzahl der Spieler. Wie in der Strandversion wurde ursprünglich auf zwei Gewinnsätze mit 21 Punkten und zwei Spielern in einer Mannschaft gespielt. Im Dezember 2018 verabschiedete der FIVB neue Regeln für den Snowvolleyball, der das Punktesystem auf 15 Punkte und die Anzahl der Spieler auf drei Starter und einen Ersatzspieler in einer Mannschaft änderte. Ein weiterer Unterschied ist, dass im Gegensatz zum Beachvolleyball eine Blockberührung nicht als eine der drei zulässigen Berührungen gezählt wird und jeder Spieler nach dem Block die nächste Berührung ausführen kann.

## Gameplay
Die Teams starten auf gegenüberliegenden Seiten des Netzes. Eine Mannschaft wird als aufschlagende Mannschaft bestimmt und die gegnerische Mannschaft ist die zurückspielende Mannschaft. Der Schiedsrichter führt vor dem dreiminütigen Aufwärmen einen Münzwurf aus, um zu bestimmen, welche Mannschaft zuerst aufschlägt und auf welcher Seite des Spielfelds die Mannschaften die ersten beiden Sätze beginnen. Wenn ein dritter Entscheidungssatz benötigt wird, wird vor dem dritten Satz ein weiterer Münzwurf durchgeführt. Der Verlierer des Münzwurfs entscheidet im zweiten Satz, ob er den Aufschlag oder die Spielfeldseite wählt.
Für jeden Punkt beginnt ein Spieler mit dem Aufschlag, indem er den Ball in die Luft wirft und versucht, den Ball so zu schlagen, dass er auf dem Feld der gegnerischen Mannschaft landet. Die gegnerische Mannschaft muss eine Kombination aus maximal drei Kontakten mit dem Ball durchführen, um den Ball auf die Gegenseite des Gegners zu bringen, wobei einzelne Spieler den Ball nicht zweimal hintereinander berühren dürfen. Die drei Kontakte bestehen in der Regel aus der Annahme, des Stellens des Balls und des Angriffschlags.
Das verteidigende Team versucht, die angreifende Mannschaft daran zu hindern, den Ball auf ihr Feld zu spielen: Der oder die Spieler springen am Netz und greifen über den oberen Rand des Netzes, um den angegriffenen Ball zu blockieren. Wenn der Ball um, über oder durch den Block geschlagen wird, versuchen die hinter dem Blocker positionierten Defensivspieler, den Ball mit Baggern zu kontrollieren (normalerweise mit dem Unterarm). Nach  erfolgreichem Baggern geht das Team zum Angriff über.
Das Spiel geht solange weiter, bis der Ball das Spielfeld innerhalb der Grenzen berührt oder bis ein Fehler begangen wird.
Das Team wechselt nach jeweils 5 gespielten Punkten die Spielhälfte. Jedes Team kann ein Timeout (Spielunterbrechung) von 30 Sekunden pro Satz fordern.

## CEV-Turnierserie
Nach der Anerkennung organisierte die CEV die erste offizielle Snowvolleyball-Tour. Im März und April 2016 gab es Turniere in Wagrain, am Kronplatz und in Špindlerův Mlýn.
2017 wurde die Serie auf sechs Länder ausgeweitet.
| CEV-Snowvolleyball-Tour 2017 | CEV-Snowvolleyball-Tour 2017 | CEV-Snowvolleyball-Tour 2017 |
| Datum                        | Ort                          | Land                         |
| ---------------------------- | ---------------------------- | ---------------------------- |
| 25./26. Februar              | Špindlerův Mlýn              | Tschechien                   |
| 11./12. März                 | Disentis/Mustér              | Schweiz                      |
| 18./19. März                 | Kranjska Gora                | Slowenien                    |
| 25./26. März                 | Wagrain                      | Österreich                   |
| 1./2. April                  | Malbun                       | Liechtenstein                |
| 8./9. April                  | Kronplatz                    | Italien                      |

Die CEV-Tour 2018 bestand aus sechs Turnieren in fünf Ländern. Pro Turnier betrug das Preisgeld zwischen 1.000 und 2.500 €.
| CEV-Snowvolleyball-Tour 2018 | CEV-Snowvolleyball-Tour 2018 | CEV-Snowvolleyball-Tour 2018 |
| Datum                        | Ort                          | Land                         |
| ---------------------------- | ---------------------------- | ---------------------------- |
| 12. – 14. Januar             | Erciyes Dağı                 | Türkei                       |
| 16. – 18. Februar            | Roccaraso                    | Italien                      |
| 24. – 25. Februar            | Bakuriani                    | Georgien                     |
| 1. – 4. März                 | Uludağ                       | Türkei                       |
| 9. – 11. März                | Kranjska Gora                | Slowenien                    |
| 16. – 18. März               | Wagrain-Kleinarl             | Österreich                   |

## Europameisterschaft
Vom 23. bis 25. März 2018 wurde die erste Europameisterschaft im Snowvolleyball in Wagrain-Kleinarl und Flachau ausgetragen. Bei Männern und Frauen nahmen jeweils 24 Teams teil, die um 10.000 € Preisgeld kämpften. Das Finale der Männer gewannen die Russen Ruslan Daianov und Taras Myskiv gegen das deutsche Duo Paul Becker und Jonas Schröder. Im Endspiel der Frauen errangen die Litauerinnen Ieva Dumbauskaitė und Monika Povilaitytė den Sieg. Die deutschen Teilnehmerinnen Lena Overländer und Karoline Fröhlich erreichten den neunten Rang. Das Turnier wurde bei Eurosport 2 im Fernsehen übertragen.

## Nationale Meisterschaften

### Deutschland
Am 17./18. Februar 2018 fand die erste deutsche Meisterschaft im Snowvolleyball am Sahnehang in Winterberg statt. Acht Männer-Duos und sechs Frauen-Duos traten dabei an. Erste deutsche Meister wurden Paul Becker und Jonas Schröder sowie Lena Overländer und Karoline Fröhlich, die sich durch den Titel für die Europameisterschaft qualifizierten. Das Turnier wurde bei Sportdeutschland.TV übertragen.

### Österreich
Die erste österreichische Staatsmeisterschaft im Snowvolleyball fand am 20. Januar 2018 in Zell am See statt. Bei den Männern siegten Alexander Huber und Martin Streitfellner, während sich bei den Frauen Elisabeth Klopf und Viktoria Mair durchsetzten.

### Schweiz
Die erste Schweizermeisterschaft Snowvolleyball wurde am 25. Februar 2018 in Engelberg ausgetragen. Die ersten Meister wurden Alexei Strasser und Sébastien Chevallier sowie Sarah Leemann und Claudia Schmid.

## Olympische Spiele
Snowvolleyball zählt noch nicht zu den olympischen Sportarten. Bei den Winterspielen 2022 in Peking wurde es als Demonstrationssportart gezeigt. Für die Winterspiele 2026 wird eine Aufnahme ins olympische Programm angestrebt.